# Lijst van voetbalinterlands Botswana - Madagaskar (vrouwen)
Deze lijst van voetbalinterlands is een overzicht van alle officiële voetbalinterlands tussen de nationale vrouwenteams van Botswana en Madagaskar. De landen hebben tot nu toe vier keer tegen elkaar gespeeld. 

## Wedstrijden
| № | Plaats         | Datum             | Competitie                          | Wedstrijd             | Uitslag |
| - | -------------- | ----------------- | ----------------------------------- | --------------------- | ------- |
| 1 | Antananarivo   | 22 februari 2015  | Afrikaanse Spelen 2015 kwalificatie | Madagaskar − Botswana | 1 − 3   |
| 2 | Gaborone       | 6 maart 2015      | Afrikaanse Spelen 2015 kwalificatie | Botswana − Madagaskar | 0 − 1   |
| 3 | Port Elizabeth | 17 september 2018 | COSAFA Women's Championship 2018    | Botswana − Madagaskar | 0 − 0   |
| 4 | Port Elizabeth | 29 oktober 2024   | COSAFA Women's Championship 2014    | Madagaskar − Botswana | 0 − 0   |

## Samenvatting
| Competitie                     | Totaal gespeeld | Winst Botswana | Gelijk | Winst Madagaskar | Doelsaldo Botswana – Madagaskar |
| ------------------------------ | --------------- | -------------- | ------ | ---------------- | ------------------------------- |
| Afrikaanse Spelen kwalificatie | 2               | 1              | 0      | 1                | 3 − 2                           |
| COSAFA Women's Championship    | 2               | 0              | 2      | 0                | 0 − 0                           |
| Totaal                         | 4               | 1              | 2      | 1                | 3 − 2                           |